# Monodictys fuliginosa
Monodictys fuliginosa är en lavart som beskrevs av Etayo 1996. Monodictys fuliginosa ingår i släktet Monodictys, klassen Dothideomycetes, divisionen sporsäcksvampar och riket svampar.   Inga underarter finns listade i Catalogue of Life.